# ۱۳۴۱ (خورشیدی)
۱۳۴۱ هزار و سیصد و چهل و یکمین سال هجری خورشیدی سالی کبیسه بود.

## رویدادها
- ایجاد شهر رابُر در استان کرمان ایران.
- ساخت و نصب تندیس کوهنورد در میدان سربند در دربند تهران.
- ۴تا۱۰مرداد.سفر محمدرضا پهلوی به افغانستان و پاکستان برای میانجی‌گری.
- ۱۰ شهریور ـ زمین‌لرزه در بوئین‌زهرا (با حدود ۱۲ هزار کشته و ۲۷۰۰ زخمی)
- همه‌پرسی ۶ بهمن و تصویب اصلاحات منشور انقلاب سفید:
  - تشکیل سپاه دانش
  - تشکیل سپاه بهداشت
- لایحه انجمن‌های ایالتی و ولایتی در هیئت دولت مطرح شد و در ۱۶ مهر ماه به تصویب رسید.
- ۲۶ دی ـ ماموریت نیروی هوایی شاهنشاهی ایران برای حفظ صلح در کنگو.[۱]

## زادروزها
- ۲۰ فروردین - سعید حاجی‌میری، کارگردان، تهیه کننده و فیلمنامه‌نویس
- ۲ مرداد - بهمن هاشمی، مجری و صداپیشه
- ۱۰ مرداد - مصطفی بروجردی، فقیه، مفسر و پژوهشگر علوم اسلامی
- ۱۲ شهریور - غفار عباسی، عارف، فقیه، مفسر، استاد اخلاق و پژوهشگر علوم اسلامی
- ۱ مهر. علیرضا توسلی، نخستین فرمانده فاطمیون
- ۱۷ آذر - علی‌رضا بهشتی، فرزند سید محمد حسینی بهشتی، استاد دانشگاه
- ۱ بهمن - فریبا وفی، نویسنده
- ۲ بهمن - رحمان فروزنده ( از فرماندهان ارتش ایران)
- ۲۴ بهمن -  رویا نونهالی، بازیگر
- ۱۷ اسفند - ژرژ هاشم زاده، بازیگر
- ۲۱ اسفند - فرحناز پهلوی، دختر محمدرضا پهلوی و فرح دیبا
- سید محمدعلی آل‌هاشم، سیاستمدار، نماینده‌ ولی فقیه در استان آذربایجان شرقی و امام جمعه تبریز
- محمد عکملی
- مجید نامجو، وزیر نیرو در کابینه دوم محمود احمدی‌نژاد

## مرگ‌ها
- محسن صدر؛ از نخست وزیران دوره محمد رضا شاه پهلوی.